# Kai Frandsen
Kai Frandsen (Copenaghen, 15 maggio 1924 – 18 marzo 2013) è stato un calciatore danese, di ruolo centrocampista.
Dotato di ottime doti fisiche, si è distinto nella sua breve militanza in Toscana per il suo attaccamento alla maglia.
Ha disputato un campionato di Serie A con la Lucchese (stagione 1951-1952, l'ultima apparizione in massima serie dei toscani), risultando il capocannoniere della squadra con 11 reti in 32 incontri (fra le quali spicca una tripletta al Torino), non sufficienti tuttavia ad evitare la retrocessione.
Ha inoltre all'attivo due campionati di Serie B, per complessive 50 presenze e 10 reti, con Cremonese e Lucchese, anche questi conclusi entrambi con una retrocessione.